# Atletica leggera ai Giochi della XX Olimpiade - Salto in lungo femminile

Video della Finale (film ufficiale dei Giochi)

Il salto in lungo ha fatto parte del programma femminile di atletica leggera ai Giochi della XX Olimpiade. La competizione si è svolta il 31 agosto 1972 allo Stadio olimpico di Monaco.

## Presenze ed assenze delle campionesse in carica
| Competizione      | Atleta               | Prestazione | Monaco 1972 |
| ----------------- | -------------------- | ----------- | ----------- |
| Olimpiadi 1968    | Viorica Viscopoleanu | 6,82A m     | Presente    |
| Commonwealth 1970 | Sheila Sherwood      | 6,73 m      | Presente    |
| Asiatici 1970     | Hiroko Yamashita     | 6,02 m      | Presente    |
| Panamericani 1971 | Brenda Eisler        | 6,34 m      | Presente    |
| Europei 1971      | Ingrid Becker        | 6,76 m      | Ritir. 1971 |

1. ↑  Sotto la bandiera della Gran Bretagna.

## Risultati

### Turno eliminatorio
Qualificazione6,30 m
Quattordici atlete ottengono la misura richiesta.

La miglior prestazione appartiene a Angelika Liebsch (Germania Est), con 6,69 m.
| Pos. | Atleta            | Nazione          | Prove | Prove | Prove | Misura | Note |
| Pos. | Atleta            | Nazione          | 1ª    | 2ª    | 3ª    | Misura | Note |
| ---- | ----------------- | ---------------- | ----- | ----- | ----- | ------ | ---- |
| 1    | Eva Šuranová      | Cecoslovacchia   | 6,38  | -     | -     | 6,38   | Q    |
| 2    | Heidi Schüller    | Germania Ovest   | 6,21  | 6,32  | -     | 6,32   | Q    |
| 3    | Diana Jorgova     | Bulgaria         | 6,32  | -     | -     | 6,32   | Q    |
| 4    | Elena Vintilă     | Romania          | 6,30  | -     | -     | 6,30   | Q    |
| 5    | Erica Nixon       | Australia        | 6,16  | 6,27  | 5,42  | 6,27   |      |
| 6    | Sieglinde Ammann  | Svizzera         | 6,26  | 6,13  | 6,04  | 6,26   |      |
| 7    | Lyubov Ilyina     | Unione Sovietica | n     | 6,25  | n     | 6,25   |      |
| 8    | Modupe Oshikoya   | Nigeria          | n     | 6,22  | n     | 6,22   |      |
| 9    | Odette Ducas      | Francia          | n     | n     | 6,16  | 6,16   |      |
| 10   | Hiroko Yamashita  | Giappone         | 6,13  | 6,06  | 6,14  | 6,14   |      |
| 11   | Brenda Eisler     | Canada           | 5,61  | 6,08  | 6,10  | 6,10   |      |
| 12   | Martha Rae Watson | Stati Uniti      | 5,86  | 6,09  | 6,09  | 6,09   |      |
| 13   | Kristina Albertus | Germania Est     | n     | 6,01  | n     | 6,01   |      |
| 14   | Ruth Martin       | Gran Bretagna    | n     | 5,93  | n     | 5,93   |      |
| 15   | Lin Chun-Yu       | Taiwan           | 5,50  | n     | n     | 5,50   |      |
| -    | Valeria Bufanu    | Romania          | n     | n     | n     | NM     |      |
| -    | Ingrid Becker     | Germania Ovest   | n     | n     | n     | NM     |      |

| Pos. | Atleta               | Nazione        | Prove | Prove | Prove | Misura | Note |
| Pos. | Atleta               | Nazione        | 1ª    | 2ª    | 3ª    | Misura | Note |
| ---- | -------------------- | -------------- | ----- | ----- | ----- | ------ | ---- |
| 1    | Angelika Liebsch     | Germania Est   | 6,69  | -     | -     | 6,69   | Q    |
| 2    | Heide Rosendahl      | Germania Ovest | 6,62  | -     | -     | 6,62   | Q    |
| 3    | Margrit Olfert       | Germania Est   | 6,27  | 6,52  | -     | 6,52   | Q    |
| 4    | Meta Antenen         | Svizzera       | 6,41  | -     | -     | 6,41   | Q    |
| 5    | Willye White         | Stati Uniti    | 6,23  | 6,39  | -     | 6,39   | Q    |
| 6    | Viorica Viscopoleanu | Romania        | 6,39  | -     | -     | 6,39   | Q    |
| 7    | Ilona Bruzsenyák     | Ungheria       | 6,28  | n     | 6,37  | 6,37   | Q    |
| 8    | Sheila Sherwood      | Gran Bretagna  | 6,33  | -     | -     | 6,33   | Q    |
| 9    | Marcia Garbey        | Cuba           | 6,32  | -     | -     | 6,32   | Q    |
| 10   | Jarmila Nygrýnová    | Cecoslovacchia | 6,31  | -     | -     | 6,31   | Q    |
| 11   | Maureen Barton       | Gran Bretagna  | 6,25  | n     | 6,26  | 6,26   |      |
| 12   | Debbie Van Kiekebelt | Canada         | 5,88  | 5,79  | 6,07  | 6,07   |      |
| 13   | Radojka Francoti     | Jugoslavia     | 6,02  | 5,53  | n     | 6,02   |      |
| 14   | Lyn Tillett          | Australia      | 5,99  | 5,90  | 5,97  | 5,99   |      |
| 15   | Kim Attlesey         | Stati Uniti    | 5,80  | n     | 5,62  | 5,80   |      |
| 16   | Audrey Chikani       | Zambia         | 4,29  | 5,17  | 4,64  | 5,17   |      |

### Finale
| Primatista mondiale   | 6,84 1970 | Heidemarie Rosendahl | Presente |
| Primatista stagionale | 6,75      | Diana Jorgova        | Presente |

La gara è appena cominciata che la tedesca occidentale Rosendahl esegue un salto vicino al primato mondiale: 6,78. Al secondo turno ribadisce la sua superiorità con 6,76. Al quarto turno la bulgara Jorgova le si avvicina a un centimetro: 6,77. All'ultimo turno cerca il salto perfetto: va molto lontano ma il salto è nullo di battuta. La campionessa uscente Viorica Viscopoleanu non va oltre 6,48 (nel 2° e 3° salto) e si classifica settima.
| Pos.    | Atleta               | Età | Nazione        | Prove | Prove | Prove | Prove                       | Prove                       | Prove                       | Misura | Note |
| Pos.    | Atleta               | Età | Nazione        | 1ª    | 2ª    | 3ª    | 4ª                          | 5ª                          | 6ª                          | Misura | Note |
| ------- | -------------------- | --- | -------------- | ----- | ----- | ----- | --------------------------- | --------------------------- | --------------------------- | ------ | ---- |
| Oro     | Heide Rosendahl      | 25  | Germania Ovest | 6,78  | 6,76  | 6,69  | 6,52                        | 6,73                        | 6,71                        | 6,78   |      |
| Argento | Diana Jorgova        | 30  | Bulgaria       | 6,43  | 6,12  | 6,62  | 6,77                        | 6,53                        | n                           | 6,77   |      |
| Bronzo  | Eva Šuranová         | 26  | Cecoslovacchia | 6,51  | 6,60  | n     | 6,67                        | n                           | 6,27                        | 6,67   |      |
| 4       | Marcia Garbey        | 23  | Cuba           | 6,26  | 6,52  | 3,96  | 5,94                        | n                           | n                           | 6,52   |      |
| 5       | Heidi Schüller       | 22  | Germania Ovest | 6,32  | 6,18  | 6,51  | n                           | n                           | 6,25                        | 6,51   |      |
| 6       | Meta Antenen         | 23  | Svizzera       | n     | 6,49  | n     | 6,16                        | 6,39                        | n                           | 6,49   |      |
| 7       | Viorica Viscopoleanu | 33  | Romania        | 6,43  | 6,48  | 6,48  | 6,44                        | 6,35                        | 6,44                        | 6,48   |      |
| 8       | Margrit Olfert       | 25  | Germania Est   | 6,42  | n     | 6,34  | 6,46                        | 6,30                        | n                           | 6,46   |      |
| 9       | Sheila Sherwood      | 26  | Gran Bretagna  | 6,41  | n     | 6,40  | Non ammesse ai salti finali | Non ammesse ai salti finali | Non ammesse ai salti finali | 6,41   |      |
| 10      | Ilona Bruzsenyák     | 21  | Ungheria       | 6,39  | n     | 6,36  | Non ammesse ai salti finali | Non ammesse ai salti finali | Non ammesse ai salti finali | 6,39   |      |
| 11      | Willye White         | 32  | Stati Uniti    | 6,01  | 6,27  | n     | Non ammesse ai salti finali | Non ammesse ai salti finali | Non ammesse ai salti finali | 6,27   |      |
| 12      | Jarmila Nygrýnová    | 19  | Cecoslovacchia | 6,19  | 6,24  | 6,02  | Non ammesse ai salti finali | Non ammesse ai salti finali | Non ammesse ai salti finali | 6,24   |      |
| 13      | Angelika Liebsch     | 22  | Germania Est   | n     | 6,23  | 6,07  | Non ammesse ai salti finali | Non ammesse ai salti finali | Non ammesse ai salti finali | 6,23   |      |
| 14      | Elena Vintilă        | 26  | Romania        | 6,06  | 6,01  | 6,13  | Non ammesse ai salti finali | Non ammesse ai salti finali | Non ammesse ai salti finali | 6,13   |      |